# Velocitat de fase
La velocitat de fase  d'una ona és la taxa en la qual la seva fase es propaga en l'espai. Aquesta és la velocitat a la qual la fase de qualsevol component en freqüència d'una ona es propaga (que pot ser diferent per a cada freqüència). Si prenem una fase en particular de l'ona (per exemple un màxim), aquesta semblarà estar viatjant a aquesta velocitat. La velocitat de fase està donada en termes de la velocitat angular de l'ona ω i del vector d'ona k per la relació:
{\displaystyle v_{\mathrm {p} }={\frac {\omega }{k}}}
Cal tenir en compte que la velocitat de fase no és necessàriament igual a la velocitat de grup d'una ona, que és la taxa a la qual viatja l'energia emmagatzemada en l'ona.
La velocitat de fase de la radiació electromagnètica pot en certes circumstàncies ser superior a la velocitat de la llum en el buit, però això no implica que hagi transmissió d'energia per sobre d'aquesta velocitat.